# Rừng Đại Tây Dương
Rừng Đại Tây Dương (tiếng Bồ Đào Nha: Mata Atlântica) là khu vực rừng ở Nam Mỹ kéo dài dọc theo bờ biển Đại Tây Dương của Brazil từ bang Rio Grande do Norte ở phía Bắc cho đến Rio Grande do Sul ở phía nam, kéo sâu vào trong nội địa cho tới Paragoay và tỉnh Misiones của Argentina, nơi được biết đến như là Selva Misionera.
Rừng Đại Tây Dương có nhiều loại cảnh quan và vùng sinh thái bao gồm rừng nhiệt đới lá rộng, Rừng lá rộng khô cận nhiệt đới và nhiệt đới, Đồng cỏ, thảo nguyên, cây bụi nhiệt đới và cận nhiệt đới và rừng ngập mặn ven biển. Rừng Đại Tây Dương được đặc trưng bởi sự đa dạng sinh học cao và đặc hữu.
Đây là môi trường tự nhiên đầu tiên mà người Bồ Đào Nha gặp phải cách đây 500 năm, khi nó được cho là có diện tích từ 1 triệu đến 1,5 triệu km vuông và kéo sâu vào trong đất liền. Hơn 85% diện tích ban đầu đã bị phá huỷ, nhiều loài thực vật đã bị đe doạ và nhiều loài động vật đang bên bờ vực của tuyệt chủng.

## Lịch sử
Trong thời kỳ băng giá ở Pleistocene, Rừng Đại Tây Dương đã bị thu hẹp, được phân cách bằng những khu rừng khô hoặc bán sa mạc. Một số bản đồ thậm chí cho thấy rừng sống sót trong các khu vực ẩm ướt cách xa bờ biển, nơi các loài cây rừng nhiệt đới đặc hữu phát triển chung với nhiều loài thực vật của khí hậu lạnh. Không giống như phân bố của các khu rừng mưa cận xích đạo, những khu rừng Đại Tây Dương chưa bao giờ được phân định chi tiết rõ ràng ranh giới của nó.

## Các rừng nhiệt đới bờ biển Đại Tây Dương
là các khu rừng dọc bờ biển Đại Tây Dương thuộc bang Bahia và Espirito Santo, phía Đông bắc Brazil bao gồm 8 khu vực bảo vệ với diện tích 112.000 ha, là các khu rừng nhiệt đới Đại Tây Dương mang tính đa dạng sinh học cao, với nhiều loài đặc hữu, quý hiếm được bảo tồn ở Đông bắc Brazil.
Đây là các khu vực ngập nước, các rừng nhiệt đới cửa sông, ven biển với phía Tây là cao nguyên đá vôi Sierras. Các địa điểm với độ ẩm cao nên thực vật ở đây rất phong phú với dày đặc các loài cây lá rộng, tán cao, cây dây leo, cây bụi, thực vật ký sinh.. đặc biệt là loài cây Pau Brasil (một loài cây lấy gỗ sản xuất đàn vĩ cầm và thuốc nhuộm duy nhất chỉ có ở khu vực). Động vật nổi bật nhất là các loài chim và động vật linh trưởng đặc hữu của rừng Đại Tây Dương và một số loài khác như: lười, nhím bristlespined, báo đốm..
Các khu rừng nhiệt đới bờ biển Đại Tây Dương được UNESCO công nhận là di sản thế giới vào năm 1999 bao gồm 8 khu rừng là:
- Khu dự trữ sinh quyển Una, Bahia
- Khu vực bảo vệ PAU Brazil CEPLAC, Bahia
- Khu vực bảo vệ Veracruz, Bahia
- Vườn quốc gia Pau Brazil
- Công viên quốc gia Discovery
- Công viên quốc gia Monte Pascoal
- Khu dự trữ sinh quyển Linhares, Espirito Santo
- Khu dự trữ sinh quyển Sooretama